# Partecipanti al Giro del Delfinato 2025
Elenco dei partecipanti al Giro del Delfinato 2025.
Il Giro del Delfinato 2025 è stata la settantasettesima edizione della corsa. Alla competizione hanno preso parte ventidue squadre: le diciotto con licenza UCI World Tour 2025 e quattro UCI ProTeam.
Ciascuna delle squadre è composta da sette ciclisti, per un totale di 154 ciclisti accreditati alla partenza, di cui solo 128 hanno portato a termine la corsa.

## Corridori per squadra
| Red Bull-Bora-Hansgrohe | Red Bull-Bora-Hansgrohe    | Red Bull-Bora-Hansgrohe | Team Visma-Lease a Bike         | Team Visma-Lease a Bike         | Team Visma-Lease a Bike         | UAE Team Emirates      | UAE Team Emirates      | UAE Team Emirates      |
| ----------------------- | -------------------------- | ----------------------- | ------------------------------- | ------------------------------- | ------------------------------- | ---------------------- | ---------------------- | ---------------------- |
| Nº                      | Ciclista                   | Clas.                   | Nº                              | Ciclista                        | Clas.                           | Nº                     | Ciclista               | Clas.                  |
| 1                       | Maxim Van Gils             | 29º                     | 11                              | Jonas Vingegaard                | 2º                              | 21                     | Tadej Pogačar          | 1º                     |
| 2                       | Finn Fisher-Black          | 46º                     | 12                              | Victor Campenaerts              | 72º                             | 22                     | Jhonatan Narváez       | 41º                    |
| 3                       | Alexander Hajek            | 66º                     | 13                              | Per Strand Hagenes              | 78º                             | 23                     | Domen Novak            | R 8ª                   |
| 4                       | Florian Lipowitz           | 3º                      | 14                              | Matteo Jorgenson                | 6º                              | 24                     | Nils Politt            | 55º                    |
| 5                       | Laurence Pithie            | 57º                     | 15                              | Sepp Kuss                       | 13º                             | 25                     | Pavel Sivakov          | 27º                    |
| 6                       | Mick van Dijke             | 111º                    | 16                              | Ben Tulett                      | 12º                             | 26                     | Marc Soler             | 88º                    |
| 7                       | Ben Zwiehoff               | 36º                     | 17                              | Attila Valter                   | 110º                            | 27                     | Tim Wellens            | 38º                    |
| Ineos Grenadiers        | Ineos Grenadiers           | Ineos Grenadiers        | Soudal Quick-Step               | Soudal Quick-Step               | Soudal Quick-Step               | Bahrain Victorious     | Bahrain Victorious     | Bahrain Victorious     |
| Nº                      | Ciclista                   | Clas.                   | Nº                              | Ciclista                        | Clas.                           | Nº                     | Ciclista               | Clas.                  |
| 31                      | Carlos Rodríguez           | 9º                      | 41                              | Remco Evenepoel                 | 4º                              | 51                     | Lenny Martinez         | 28º                    |
| 32                      | Tobias Foss                | 45º                     | 42                              | Pascal Eenkhoorn                | 64º                             | 52                     | Santiago Buitrago      | R 8ª                   |
| 33                      | Axel Laurance              | 59º                     | 43                              | Valentin Paret-Peintre          | 51º                             | 53                     | Kamil Gradek           | R 6ª                   |
| 34                      | Michael Leonard            | 70º                     | 44                              | Casper Pedersen                 | R 8ª                            | 54                     | Jack Haig              | 30º                    |
| 35                      | Óscar Rodríguez            | 86º                     | 45                              | Pepijn Reinderink               | 122º                            | 55                     | Robert Stannard        | 105º                   |
| 36                      | Magnus Sheffield           | 71º                     | 46                              | Maximilian Schachmann           | 63º                             | 56                     | Torstein Træen         | 25º                    |
| 37                      | Samuel Watson              | 102º                    | 47                              | Louis Vervaeke                  | R 5ª                            | 57                     | Fred Wright            | 79º                    |
| Lidl-Trek               | Lidl-Trek                  | Lidl-Trek               | Decathlon AG2R La Mondiale Team | Decathlon AG2R La Mondiale Team | Decathlon AG2R La Mondiale Team | XDS Astana Team        | XDS Astana Team        | XDS Astana Team        |
| Nº                      | Ciclista                   | Clas.                   | Nº                              | Ciclista                        | Clas.                           | Nº                     | Ciclista               | Clas.                  |
| 61                      | Jonathan Milan             | 113º                    | 71                              | Clément Berthet                 | 24º                             | 81                     | Sergio Higuita         | 22º                    |
| 62                      | Julien Bernard             | 67º                     | 72                              | Bruno Armirail                  | 21º                             | 82                     | Yevgeniy Fedorov       | 114º                   |
| 63                      | Simone Consonni            | 117º                    | 73                              | Jordan Labrosse                 | 91º                             | 83                     | Henok Mulubrhan        | 68º                    |
| 64                      | Amanuel Gebreigzabhier     | 126º                    | 74                              | Oliver Naesen                   | 116º                            | 84                     | Harold Tejada          | R 5ª                   |
| 65                      | Toms Skujiņš               | 35º                     | 75                              | Aurélien Paret-Peintre          | 34º                             | 85                     | Darren Van Bekkum      | 47º                    |
| 66                      | Jasper Stuyven             | 76º                     | 76                              | Paul Seixas                     | 8º                              | 86                     | Simone Velasco         | 69º                    |
| 67                      | Edward Theuns              | 119º                    | 77                              | Bastien Tronchon                | 53º                             | 87                     | Nicolas Vinokurov      | NP 4ª                  |
| EF Education-EasyPost   | EF Education-EasyPost      | EF Education-EasyPost   | Movistar Team                   | Movistar Team                   | Movistar Team                   | Alpecin-Deceuninck     | Alpecin-Deceuninck     | Alpecin-Deceuninck     |
| Nº                      | Ciclista                   | Clas.                   | Nº                              | Ciclista                        | Clas.                           | Nº                     | Ciclista               | Clas.                  |
| 91                      | Ben Healy                  | 37º                     | 101                             | Enric Mas                       | 7º                              | 111                    | Mathieu van der Poel   | 58º                    |
| 92                      | Alex Baudin                | 42º                     | 102                             | Jorge Arcas                     | 89º                             | 112                    | Tobias Bayer           | 106º                   |
| 93                      | Esteban Chaves             | 20º                     | 103                             | Rubén Guerreiro                 | 61º                             | 113                    | Lars Boven             | R 6ª                   |
| 94                      | Alastair MacKellar         | 127º                    | 104                             | Michel Hessmann                 | 77º                             | 114                    | Michael Gogl           | 120º                   |
| 95                      | Lukas Nerurkar             | 62º                     | 105                             | Gregor Mühlberger               | 16º                             | 115                    | Xandro Meurisse        | 50º                    |
| 96                      | Ryan Archie                | R 8ª                    | 106                             | Antonio Pedrero                 | 80º                             | 116                    | Johan Price-Pejtersen  | R 5ª                   |
| 97                      | Michael Valgren            | 40º                     | 107                             | Iván Romeo                      | 39º                             | 117                    | Gianni Vermeersch      | 121º                   |
| Uno-X Mobility          | Uno-X Mobility             | Uno-X Mobility          | Groupama-FDJ                    | Groupama-FDJ                    | Groupama-FDJ                    | Israel-Premier Tech    | Israel-Premier Tech    | Israel-Premier Tech    |
| Nº                      | Ciclista                   | Clas.                   | Nº                              | Ciclista                        | Clas.                           | Nº                     | Ciclista               | Clas.                  |
| 121                     | Tobias Halland Johannessen | 5º                      | 131                             | Guillaume Martin                | 10º                             | 141                    | Jake Stewart           | R 8ª                   |
| 122                     | Magnus Cort                | 118º                    | 132                             | Clément Braz Afonso             | 23º                             | 142                    | Pascal Ackermann       | R 5ª                   |
| 123                     | Stian Fredheim             | 104º                    | 133                             | Rémi Cavagna                    | 81º                             | 143                    | Guillaume Boivin       | 112º                   |
| 124                     | Markus Hoelgaard           | 73º                     | 134                             | Rudy Molard                     | NP 7ª                           | 144                    | Matis Louvel           | 101º                   |
| 125                     | Andreas Kron               | NP 6ª                   | 135                             | Paul Penhoët                    | 95º                             | 145                    | Aleksey Lutsenko       | 17º                    |
| 126                     | Andreas Leknessund         | 33º                     | 136                             | Brieuc Rolland                  | 44º                             | 146                    | Krists Neilands        | 82º                    |
| 127                     | Søren Wærenskjold          | 128º                    | 137                             | Clément Russo                   | 100º                            | 147                    | Nadav Raisberg         | 123º                   |
| Team Picnic PostNL      | Team Picnic PostNL         | Team Picnic PostNL      | Team Jayco AlUla                | Team Jayco AlUla                | Team Jayco AlUla                | Cofidis                | Cofidis                | Cofidis                |
| Nº                      | Ciclista                   | Clas.                   | Nº                              | Ciclista                        | Clas.                           | Nº                     | Ciclista               | Clas.                  |
| 151                     | Romain Bardet              | 26º                     | 161                             | Eddie Dunbar                    | 19º                             | 171                    | Emanuel Buchmann       | 11º                    |
| 152                     | Romain Combaud             | 83º                     | 162                             | Koen Bouwman                    | 75º                             | 172                    | Oliver Knight          | R 3ª                   |
| 153                     | Chris Hamilton             | 54º                     | 163                             | Alessandro De Marchi            | R 6ª                            | 173                    | Paul Ourselin          | 115º                   |
| 154                     | Bjoern Koerdt              | 99º                     | 164                             | Anders Foldager                 | 87º                             | 174                    | Ludovic Robeet         | R 8ª                   |
| 155                     | Enzo Leijnse               | 125º                    | 165                             | Asbjørn Hellemose               | 32º                             | 175                    | Dylan Teuns            | 90º                    |
| 156                     | Juan Guillermo Martinez    | 60º                     | 166                             | Michael Hepburn                 | NP 5ª                           | 176                    | Benjamin Thomas        | 96º                    |
| 157                     | Max Poole                  | R 6ª                    | 167                             | Christopher Juul Jensen         | 84º                             | 177                    | Hugo Toumire           | R 1ª                   |
| Intermarché-Wanty       | Intermarché-Wanty          | Intermarché-Wanty       | Arkéa-B&B Hotels                | Arkéa-B&B Hotels                | Arkéa-B&B Hotels                | Tudor Pro Cycling Team | Tudor Pro Cycling Team | Tudor Pro Cycling Team |
| Nº                      | Ciclista                   | Clas.                   | Nº                              | Ciclista                        | Clas.                           | Nº                     | Ciclista               | Clas.                  |
| 181                     | Louis Meintjes             | 18º                     | 191                             | Anthony Delaplace               | 93º                             | 201                    | Mathys Rondel          | 15º                    |
| 182                     | Louis Barré                | 31º                     | 192                             | Victor Guernalec                | 107º                            | 202                    | Jacob Eriksson         | R 3ª                   |
| 183                     | Kamiel Bonneu              | R 6ª                    | 193                             | Thibault Guernalec              | 66º                             | 203                    | Lucas Eriksson         | 94º                    |
| 184                     | Dries De Pooter            | 109º                    | 194                             | Michel Ries                     | 49º                             | 204                    | Roland Thalmann        | 85º                    |
| 185                     | Hugo Page                  | 108º                    | 195                             | Louis Rouland                   | R 6ª                            | 205                    | Matteo Trentin         | NP 7ª                  |
| 186                     | Tom Paquot                 | 124º                    | 196                             | Pierre Thierry                  | 98º                             | 206                    | Fabian Weiss           | 92º                    |
| 187                     | Dion Smith                 | NP 7ª                   | 197                             | Clément Venturini               | 74º                             | 207                    | Hannes Wilksch         | 43º                    |
| TotalEnergies           |                            |                         |                                 |                                 |                                 |                        |                        |                        |
| Nº                      | Ciclista                   | Clas.                   |                                 |                                 |                                 |                        |                        |                        |
| 211                     | Anthony Turgis             | 97º                     |                                 |                                 |                                 |                        |                        |                        |
| 212                     | Mathieu Burgaudeau         | 56º                     |                                 |                                 |                                 |                        |                        |                        |
| 213                     | Fabien Doubey              | 52º                     |                                 |                                 |                                 |                        |                        |                        |
| 214                     | Emilien Jeannière          | R 8ª                    |                                 |                                 |                                 |                        |                        |                        |
| 215                     | Jordan Jegat               | 14º                     |                                 |                                 |                                 |                        |                        |                        |
| 216                     | Pierre Latour              | 48º                     |                                 |                                 |                                 |                        |                        |                        |
| 217                     | Mattéo Vercher             | 103º                    |                                 |                                 |                                 |                        |                        |                        |

### Legenda
| Legenda       | Legenda | Legenda           | Legenda                                                       |
| ------------- | --- | ----------------- | ------------------------------------------------------------- |
| Nº            | Dorsale di partenza del ciclista | Clas.             | Posizione finale nella classifica generale                    |
| Maglia gialla | Indica il vincitore della classifica generale                                                                                        | Maglia blu a pois | Indica il vincitore della classifica scalatori                |
| Maglia verde  | Indica il vincitore della classifica a punti                                                                                         | Maglia bianca     | Indica il vincitore della classifica dei giovani              |
| NP            | Indica un ciclista che non è ripartito in una tappa la mattina                                                                       | R                 | Indica un ciclista che si è ritirato in una tappa             |
| FT            | Indica un ciclista che ha concluso una tappa fuori tempo, ossia ha impiegato più tempo rispetto a quanto stabilito dal tempo massimo | SQ                | Corridore squalificato per non aver rispettato il regolamento |

## Corridori per nazione
Le nazionalità rappresentate nella manifestazione sono 29; in tabella il numero dei ciclisti suddivisi per la propria nazione di appartenenza:
| Numero ciclisti | Nazione                                                                 |
| --------------- | ----------------------------------------------------------------------- |
| 41              | Francia                                                                 |
| 15              | Belgio                                                                  |
| 9               | Danimarca                                                               |
| 8               | Norvegia, Gran Bretagna, Paesi Bassi, Germania                          |
| 7               | Spagna                                                                  |
| 5               | Colombia, Italia, Australia                                             |
| 4               | Austria                                                                 |
| 3               | Kazakistan, Stati Uniti, Irlanda, Nuova Zelanda                         |
| 2               | Svezia, Slovenia, Eritrea, Canada, Svizzera, Lettonia                   |
| 1               | Lussemburgo, Ecuador, Portogallo, Polonia, Sudafrica, Israele, Ungheria |

### Quadro d'insieme nazionalità e tappe
| Nazione       | Corridori partenti | Corridori arrivati | Tappe vinte         |
| ------------- | ------------------ | ------------------ | ------------------- |
| Australia     | 5                  | 4                  | -                   |
| Austria       | 4                  | 4                  | -                   |
| Belgio        | 15                 | 12                 | 1 (Remco Evenepoel) |
| Canada        | 2                  | 2                  | -                   |
| Colombia      | 5                  | 3                  | -                   |
| Danimarca     | 9                  | 6                  | -                   |
| Ecuador       | 1                  | 1                  | -                   |
| Eritrea       | 2                  | 2                  | -                   |
| Francia       | 41                 | 37                 | 1 (Lenny Martinez)  |
| Germania      | 8                  | 7                  | -                   |
| Gran Bretagna | 8                  | 5                  | 1 (Jake Stewart)    |
| Irlanda       | 3                  | 2                  | -                   |
| Israele       | 1                  | 1                  | -                   |
| Italia        | 5                  | 3                  | 1 (Jonathan Milan)  |
| Kazakistan    | 3                  | 2                  | -                   |
| Lettonia      | 2                  | 2                  | -                   |
| Lussemburgo   | 1                  | 1                  | -                   |
| Norvegia      | 8                  | 8                  | -                   |
| Nuova Zelanda | 3                  | 2                  | -                   |
| Paesi Bassi   | 8                  | 7                  | -                   |
| Polonia       | 1                  | 0                  | -                   |
| Portogallo    | 1                  | 1                  | -                   |
| Slovenia      | 2                  | 1                  | 3 (3 Tadej Pogačar) |
| Spagna        | 7                  | 7                  | 1 (Iván Romeo)      |
| Svezia        | 2                  | 1                  | -                   |
| Stati Uniti   | 3                  | 3                  | -                   |
| Sudafrica     | 1                  | 1                  | -                   |
| Svizzera      | 2                  | 2                  | -                   |
| Ungheria      | 1                  | 1                  | -                   |
| Totale        | 154                | 128                | 8                   |